# جاي س. دان
جاي س. دان (بالإنجليزية: J. C. Dunn)‏ هو طبيب عسكري وطبيب وضابط نيوزيلندي، ولد في 1871، وتوفي في 1955.